# Charrin
Charrin é uma comuna francesa na região administrativa de Borgonha-Franco-Condado, no departamento Nièvre. Estende-se por uma área de 26,46 km². Em 2010 a comuna tinha 619 habitantes (densidade: 23,4 hab./km²).